# Gitte Brunstad
Gitte Helene Brunstad est une karatéka norvégienne née le 14 août 1991 à Bodø. Elle remporte une médaille d'argent en kumite dans la catégorie des moins de 68 kg aux championnats du monde de karaté 2014 à Brême.